# Henry Plummer

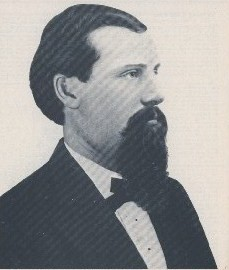
Henry Plummer

William Henry Handy Plummer (* 1832 in Addison Washington County, Maine; † 10. Januar 1864 in Bannack Beaverhead County (Montana, Idaho-Territorium)) war ein US-amerikanischer Goldsucher, Stadtmarschall, Sheriff, Gesetzloser, Postkutschen-Räuber, sowie Anführer einer kriminellen Bande im amerikanischen Westen in den 1850er und 1860er Jahren, von dem bekannt war, dass er mehrere Männer getötet hatte, einige davon in einer Art Selbstverteidigung.

## Herkunft und Leben
Plummer wurde 1832 als William Henry Handy Plumer in Addison, Maine, als letztes von sechs Kindern der Eheleute Jeremiah (1794–1873) und Susan C. Plumer (1804–1877) geboren, deren Vorfahren sich 1634 erstmals in Maine niedergelassen hatten, als es noch Teil der Massachusetts Bay Colony war. Als Plummer vom kalifornischen Goldfieber gepackt worden war, segelte er am 27. April 1851, im Alter von 19 Jahren, von New York aus an Bord des US-Postschiffs Illinois nach Aspinwall in Panama, wo er und die anderen Passagiere an Land gingen, um mit einem Maultierzug nach Panama-Stadt und von dort an Bord eines schwimmenden Palastes namens Golden Gate zu gehen. Genau um Mitternacht am 21. Mai erreichten sie San Francisco. Die Reise von Plummer von der Ost- zur Westküste zu den Goldfeldern Kaliforniens hatte nur 24 Tage gedauert. Dann ließ er sich in der kalifornischen Goldgräberstadt Nevada City nieder, wo er eine Mine und eine Ranch betrieb, eine Bäckerei eröffnete und in der Demokratischen Partei aktiv wurde. Hier änderte er die Schreibweise seines Nachnamens von Plumer in Plummer. Wortgewandt, freundlich und ehrgeizig, gewann Plummer 1856 die Wahl zum Sheriff, wurde Stadtverwalter und schlug sich gut genug, um im folgenden Jahr die Wiederwahl zu gewinnen. Später im Jahr 1857 erlitt Plummer jedoch zwei Rückschläge. Erstens verlor er seine Bewerbung um einen Sitz in der kalifornischen Legislative und zweitens wurde er wegen Mordes zweiten Grades verurteilt, weil er in Ausübung seiner Pflicht am 26. September 1857 den unbewaffneten John Vedder als Stadtmarschall von Nevada City im Hotel de Paris getötet hatte. Plummer behauptete, er habe in Notwehr gehandelt, als er Lucy Vedder, Johns Frau, beschützen wollte, die vor ihrem misshandelnden Ehemann fliehen wollte, aber die Geschworenen glaubten offenbar Zeugen, die sagten, das wahre Motiv liege in einer Affäre, die er mit der Frau des Ermordeten hatte. Er gewann einen Berufungsantrag auf Wiederaufnahme des Verfahrens, wurde jedoch erneut zu zehn Jahren Haft verurteilt. Plummer saß sechs Monate im Gefängnis von San Quentin im US-Bundesstaat Kalifornien, doch im August 1859 baten seine Anhänger den Gouverneur von Kalifornien John B. Weller in einem Schreiben um eine Begnadigung aufgrund seines angeblich guten Charakters und seiner staatsbürgerlichen Leistung. Der Gouverneur gewährte die Begnadigung aufgrund von Plummers (maßgeblich vorgetäuschten) schlechtem Gesundheitszustand als Folge der damals unheilbaren Tuberkulose. Als er nach Nevada City zurückkehrte, gewann er die Wiederernennung als Assistant Marshal.
1861 versuchte Plummer, William Riley, der aus San Quentin geflohen war, bürgerlich zu verhaften. Bei dem Versuch wurde Riley jedoch bei einer Schlägerei in einem Bordell getötet. Plummer stellte sich der Polizei, die akzeptierte, dass der Mord gerechtfertigt war. Aus Angst, dass seine Gefängnisakte einen fairen Prozess verhindern würde, erlaubten sie Plummer, den Staat zu verlassen. Plummer machte sich auf den Weg in das Gebiet von Washington, wo Gold entdeckt worden war. Dort wurde er in einen Streit verwickelt, der in einer von Plummer gewonnenen Schießerei endete. Er beschloss, den Westen zu verlassen und nach Maine zurückzukehren. Auf dem Rückweg nach Osten wartete Plummer auf dem Missouri River auf ein Dampfschiff, das Fort Benton in Montana, erreichen sollte und wurde von James Vail angesprochen. Er rekrutierte Freiwillige, die helfen sollten, seine Familie auf der Missionsstation, die er in Sun River (Montana), zu finden versuchte, vor Indianerangriffen zu schützen. Da keine Passage nach Hause möglich war, akzeptierte Plummer zusammen mit Jack Cleveland, einem Pferdehändler, der Plummer in Kalifornien gekannt hatte. Während der Mission verliebten sich sowohl Plummer als auch Cleveland in Vails attraktive Schwägerin Electa Bryan. Plummer bat sie, ihn zu heiraten und sie willigte ein. Da vor kurzem im nahe gelegenen Bannack, Montana, Gold entdeckt worden war, beschloss Plummer, dorthin zu gehen und zu versuchen, genug Geld zu verdienen, um beide zu unterstützen. Schließlich nahm er Kontakt zu einer Bande von Desperados auf, die in Idaho Bergleute ausraubten und töteten. Als ein offenherziger und mutiger Saloonbesitzer namens Patrick Ford begann, Verdacht über Plummer zu schöpfen, arrangierte der Gesetzlose, dass er bei einer Schießerei getötet wurde. Die Befürchtungen gegenüber Plummer wuchsen jedoch weiter an und er floh erneut.
Als Plummer am 22. November 1862 in der im gleichen Jahr gegründeten und nach den örtlichen Bannock-Indianern benannten Stadt Bannack in Montana eintraf, die 1862 Schauplatz eines großen Goldfundes war und bis 1864 kurzzeitig als Hauptstadt des Montana-Territoriums diente, bis die Hauptstadt nach Virginia City verlegt wurde, wussten die Menschen in der boomenden kleinen Bergbaustadt nichts von seiner Vergangenheit. Am Januar 1863 tötete er seinen Freund Jack Cleveland, der, um seine Eifersucht zu stillen, Plummer zu einem Kampf aufgefordert hatte. Die Auseinandersetzung fand in einem überfüllten Saloon statt und Beobachter stimmten darin überein, dass Plummer seinen Feind in Notwehr getötet hatte. Als die Goldfelder von Idaho zu versiegen begannen, folgten viele von Plummers alten Komplizen nach Montana. Plummer galt als ehrlicher Bürger und schaffte es, 307 Einwohner von Bannack davon zu überzeugen, ihn im Mai 1863 zum Sheriff zu wählen. Bald wurde er jedoch beschuldigt, der Anführer einer Postkutschen-Räuberbande von Gesetzlosen zu sein, die als  The Innocents bekannt waren und die Postkutschen und Goldtransporte von Virginia City in andere Gebiete verfolgten, um diese auszurauben.
Plummers Sheriffbüro war die perfekte Tarnung für den Betrieb eines effektiven und tödlichen Verbrecherrings. Plummer versorgte seine Schergen mit Informationen über die Bewegungen der Goldtransporte und sorgte dafür, dass sie nicht gefasst wurden. Während der nächsten sechs Monate terrorisierten Straßenräuber die Bevölkerung von Bannack und der nahe gelegenen Stadt Virginia City rücksichtslos. Zur Bestürzung der Stadtbewohner schien Sheriff Plummer nicht in der Lage zu sein, sie aufzuhalten. Nachdem mehr als 100 Menschen ausgeraubt oder ermordet worden waren und im Dezember 1863 der Deutsche Nicolas Tiebalt wegen zwei Maultieren und 200 Dollar von George Ives ermordet worden war und von einem Goldgräbergericht zum Tode verurteilt und am 21. Dezember 1864 gehängt wurde, organisierten die Siedler im Dezember 1863 in Virginia City ein aus fast 2.000 Mitgliedern bestehendes sogenanntes Montana Vigilantes (Vigilance) Committee of Alder Gulch (deutsch: Selbstschutz-Komitee). Das Vigilance Committee begann unter ihrem Anführer, dem U.S. Deputy Marshal John X. Beidler (1831–1890), gegen Plummers Bande vorzugehen, indem sie Geständnisse von ein paar Männern erlangten, die sie Anfang Januar 1864 verhaftet hatten.
Das Vigilance Committee vernichtete Plummer und seine Bande in überraschend kurzer Zeit. Zu ihren ersten Opfern gehörte Erastus Red Yeager, der Plummers Komplizenschaft und die Namen der anderen Bandenführer enthüllte, bevor er gehängt wurde. Früh an einem bitter kalten Sonntagmorgen, dem 10. Januar 1864, verhafteten die Vigilanten Plummer und seine beiden Deputies Buck Stinson und Ned Ray. Während seine Kumpanen schworen und Widerstand leisteten, weinte Plummer Berichten zufolge und bettelte darum, verschont zu werden, aber ohne Erfolg. Alle drei Männer wurden auf einmal an einem Galgen in Bannack gehängt, den Sheriff Plummer für einen weiteren Delinquenten vorbereitet hatte. Die Vigilanten ritten weg, „ließen die Leichen zurück“, wie es ein Zeitgenosse schrieb und „erstarrten in der eisigen Kälte“. Im Frühjahr 1864 waren alle Mitglieder Plummers Bande The Innocents entweder tot oder verschwunden.

## Posthumer Prozess
Am 7. Mai 1993 fand im Gerichtsgebäude von Virginia City, Montana, ein posthumer Prozess statt (die öffentlichen Schulen von Montana's Twin Bridges initiierten die Veranstaltung). Die 12 registrierten Wähler in der Jury waren bei dem Urteil 6–6 geteilt, was Richterin Barbara Brook dazu veranlasste, den Prozess für fehlerhaft zu erklären. Wäre Plummer noch am Leben gewesen, wäre er aufgrund eines Split Verdicts freigelassen und nicht erneut vor Gericht gestellt worden.

## Raubüberfälle und Morde
Zwischen Oktober und Dezember 1863 nahm die Rate der Raubüberfälle und Morde in und um Alder Gulch deutlich zu und die Bürger von Virginia City wurden Plummer und seinen Mitarbeitern gegenüber zunehmend misstrauischer.
Bemerkenswerte kriminelle Handlungen, auch solche, die von mutmaßlichen Mitgliedern der Plummer-Bande begangen wurden:
- Am 13. Oktober 1863 wurde Lloyd Magruder vom Straßenräuber Chris Lowrie getötet. Magruder war ein Kaufmann aus Idaho, der Virginia City mit 12.000 Dollar in Goldstaub verließ, von Waren, die er dort verkauft hatte. Einige der Männer, die er angeheuert hatte, um ihn zurück nach Lewiston, Idaho, zu begleiten, waren Kriminelle. Vier weitere Männer seiner Gruppe wurden ebenfalls im Camp ermordet; Charlie Allen, Robert Chalmers, Horace Chalmers und William Phillips von Lowrie, Doc Howard, Jem Romaine und William Page.[10]

- Am 26. Oktober 1863 wurde die Kutsche von Peabody und Caldwell zwischen der Rattlesnake Ranch und Bannack von zwei Straßenräubern überfallen, bei denen es sich vermutlich um Frank Parish und George Ives gehandelt hatte. Bill Bunton, der Besitzer der Rattlesnake Ranch, der die Kutsche an der Ranch traf, war ebenfalls an dem Überfall beteiligt. Die Räuber nahmen den Passagieren 2.800 Dollar in Gold ab und drohten ihnen allen mit dem Tod, wenn sie über den Raub reden würden.[10]

- Am 13. November 1863 wurde der junge Henry Tilden von Wilbur F. Sanders und Sidney Edgerton angeheuert, um einige Pferde der beiden Männer ausfindig zu machen und zu beschlagnahmen. In der Nähe von Horse Prairie wurde Tilden mit drei bewaffneten Gangstern konfrontiert. Er hatte sehr wenig Geld bei sich und durfte sich unbehelligt entfernen, wurde aber gewarnt, dass er getötet würde, wenn er darüber sprach, wen er gesehen hatte. Er erzählte Hattie Sanders, Wilburs Frau, und Sidney Edgerton, dass er einen der Gangster als Sheriff Henry Plummer erkannt hatte. Obwohl Tildens Bericht wegen des allgemeinen Respekts vor Plummer verworfen wurde, wuchs in der Region der Verdacht, dass Plummer der Anführer einer Bande von Räubern war.[10]

- Am 22. November 1863 wurde die A. J. Oliver-Kutsche auf ihrem Weg von Virginia City nach Bannack von den Straßenräubern George Ives, Whiskey Bill Graves und Bob Zachary überfallen. Bei dem Überfall wurden weniger als 1.000 Dollar in Gold und Schatzanweisungen erbeutet. Eines der Opfer, Leroy Southmayd, meldete den Raub und identifizierte die Straßenräuber gegenüber dem Sheriff von Bannack, Henry Plummer. Mitglieder von Plummers Bande konfrontierten Southmayd auf seiner Rückreise nach Virginia City, aber Southmayd war gerissen genug, um Verletzungen oder gar den Tod zu vermeiden.[10]

- Im November 1863 reiste Conrad Kohrs von Deer Lodge, Montana mit 5.000 Dollar in Goldstaub nach Bannack, um Rinder zu kaufen. Nach einem Gespräch mit Sheriff Plummer in Bannack machte sich Kohrs bei seiner Rückkehr nach Deer Lodge Sorgen über das Risiko eines Raubüberfalls. Während seine Gruppe über Nacht kampierte, fanden seine Mitarbeiter die Straßenräuber George Ives und Dutch John Wagner, die das Lager überwachten und mit Schrotflinten bewaffnet waren. Ein oder zwei Tage später ritt Kohrs mit dem Pferd zur Deer Lodge, als Ives und Wagner die Verfolgung aufnahmen. Da sich Kohrs' Pferd als das schnellere erwies, wich Kohrs der Konfrontation aus und erreichte Deer Lodge in Sicherheit.[10]

- Anfang Dezember 1863 fuhr eine von Milton S. Moody organisierte, aus drei Wagen bestehende Frachtgesellschaft von Virginia City nach Salt Lake City. Unter den sieben Passagieren befand sich John Bozeman. Sie transportierten 80.000 Dollar in Goldstaub und 1.500 Dollar in Schatzanweisungen. Während die Truppe am Blacktail Deer Creek kampierte, betraten die Gangster Dutch John Wagner und Steve Marshland das Lager, bewaffnet und bereit, den Packwagen auszurauben. Mitglieder des Lagers hatten sich gut bewaffnet, und Wagner und Marshland konnten entkommen, indem sie behaupteten, sie suchten nur nach verlorenen Pferden. Zwei Tage später wurden Wagner und Marshland bei einem erfolglosen Versuch, den Wagenzug auszurauben, verwundet, als er bei Red Rock River (Montana) die Nordamerikanische kontinentale Wasserscheide überquerte.[10]

- Am 8. Dezember 1863 überlebte Anton Holter, der Ochsen in Virginia City verkaufen wollte, einen versuchten Raubüberfall und Mord. Als die Straßenräuber George Ives und Aleck Carter, die Holter erkannte, entdeckten, dass Holter kein nennenswertes Vermögen bei sich trug, versuchten sie, ihn zu erschießen. Er wich den Schüssen aus und floh ins Unterholz.[10]

Zu dieser Zeit gehörten Bannack und Virginia City, Montana, zu einer abgelegenen Region des Idaho-Territoriums, wo es weder eine formelle Strafverfolgung noch ein formelles Rechtssystem gab. Einige Einwohner vermuteten, dass Plummers Räuberbande für zahlreiche Raubüberfälle, versuchte Raubüberfälle, Morde und Mordversuche in und um Alder Gulch im Zeitraum vom Oktober bis zum Dezember 1863 verantwortlich war.

## Vigilance Committee
Vom 19. bis 21. Dezember 1863 fand in Virginia City ein öffentlicher Prozess vor einem Bergarbeitergericht für George Ives, den mutmaßlichen Mörder von Nicholas Tiebolt, einem jungen niederländischen Einwanderer, statt. Hunderte von Bergleuten aus der ganzen Gegend nahmen an dem dreitägigen Prozess im Freien teil. George Ives wurde von Wilbur F. Sanders angeklagt, verurteilt und am 21. Dezember 1863 im benachbarten Nevada City in Montana gehängt.
Am 23. Dezember 1863, zwei Tage nach dem Ives-Prozess, gründeten führende Bürger von Virginia City und Bannack das Vigilance Committee of Alder Gulch in Virginia City. Zu ihnen gehörten fünf Einwohner von Virginia City unter der Leitung von Wilbur Fisk Sanders, darunter Major Alvin W. Brockie, John Nye, Captain Nick D. Wall und Paris Pfouts. Zwischen dem 4. Januar und dem 3. Februar 1864 verhafteten die Vigilanten mindestens 20 mutmaßliche Mitglieder von Plummers Bande und richteten sie kurzerhand hin.
Kurz nach seiner Gründung entsandte das Vigilance Committee ein Aufgebot von Männern, um nach Aleck Carter, Whiskey Bill Graves und Bill Bunton, bekannten Verbündeten von George Ives, zu suchen. Das Aufgebot wurde von Captain James Williams, dem Mann, der den Mord an Nicolas Tiebolt untersucht hatte, angeführt. In der Nähe der Rattlesnake Ranch am Ruby River fand der Suchtrupp Erastus Red Yeager und George Brown, beides mutmaßliche Räuber. Während er unter Bewachung zurück nach Virginia City reiste, legte Yeager ein vollständiges Geständnis ab und nannte die Mehrheit der Straßenräuber in Plummers Bande sowie Henry Plummer. Die Bande befand Yeager und Brown für schuldig und hängte sie an einem Baumwollbaum auf der Lorrain's Ranch am Ruby River auf.
Am 6. Januar 1864 nahmen der Vigilant (deutsch: Mitglied einer Selbstschutzorganisation) Captain Nick Wall und Ben Peabody den bei dem Moody-Raubüberfall verwundeten Straßenagenten Dutch John Wagner auf dem Weg nach Salt Lake City gefangen. Die Vigilanten brachten Wagner nach Bannack, wo er am 11. Januar 1864 gehängt wurde. Zu diesem Zeitpunkt hatte Yeagers Geständnis die Vigilanten bereits gegen Plummer und seine Hauptverbündeten, die Deputies Buck Stinson und Ned Ray, mobilisiert. Plummer, Stinson und Ray wurden am Morgen des 10. Januar 1864 verhaftet und kurzerhand gehängt.
Die beiden jüngsten Mitglieder der Bande wurden angeblich verschont. Einer der beiden wurde nach Bannack zurückgeschickt, um den Rest aufzufordern, das Gebiet zu verlassen und der andere wurde nach Lewiston (Idaho) vorausgeschickt, um die Bandenmitglieder zu warnen, die Stadt zu verlassen. (Lewiston war die Verbindung vom Territorium zur Welt, da es Flussdampfschiffe hatte, die über die Flüsse Snake und Columbia zur Küste bei Astoria (Oregon) fuhren). Plummer war bekannt dafür, dass er nach Lewiston reiste, als er als gewählter Beamter in Bannack tätig war. Die Aufzeichnungen des Hotelregisters mit seiner Unterschrift aus dieser Zeit sind erhalten geblieben. Die groß angelegten Raubüberfälle auf Goldtransporte durch Banden endeten mit dem Tod von Plummer und den angeblichen Bandenmitgliedern. Das Bandenmitglied George Lane, besser bekannt als Clubfoot George wurde 4 Tage später am 14. Januar 1864 gehängt. Seine letzten Worte, als er einen alten Freund in der Menschenmenge erkannte, waren:

„Good-bye, old fellow. I'm gone (deutsch: Auf Wiedersehen, alter Freund. Ich bin weg.“

## Familie
Henry Plummer war seit 1863 mit Electra Bryan, Tochter der Eheleute James E. Bryan (1785–1856) und Mary Mae Johnson Bryan (1800–1849) verheiratet. Er hatte zwei Geschwister, William H. Plummer (1831–1906) und Jeremiah E. Plummer (1847–1912).

## In der Populärkultur
- Der Artikel von Francis M. Thompson aus dem Jahr 1914 im Massachusetts Magazine[16] beschreibt seine Beziehung zu Plummer und stellt einige Details des Falles vor, und zwar aus der persönlichen Sicht eines merkantilen Eigentümers in Bannack (Montana) während dieser Zeit. 2004 sammelte Montana die Memoiren von Thompson in seinem Buch A Tenderfoot in Montana und ließ dabei Thompson's frühere Erfahrungen als Bankier in der Region des mittleren Westens außer Acht, deren Kenntnisse ihm bei seinem Aufenthalt im Westen sehr nützlich waren.

- Ernest Haycox Der historische Roman Alder Gulch (deutscher Titel: Die Goldschlucht) von 1942 schildert Plummer als gut aussehend und redegewandt, aber als kalten und berechnenden Mörder und Dieb ohne Gewissen. Er stellt die Vigilanten als gerechtfertigt, aber ebenso erbarmungslos dar, wie sie ihre Lynchjustiz durch langsames Strangulieren durch Erhängen ausübten.

- John Dehner spielte Plummer in einer Episode der Western-Fernsehserie Stories of the Century aus den 1950er Jahren, in der der Filmschauspieler Jim Davis den Hauptdarsteller und Erzähler spielte.

- In Two for the Gallows (deutsch: Zwei für den Galgen) vom 11. April 1961 aus der NBC TV-Serie Am Fuß der blauen Berge wird der Darsteller Slim Sherman, gespielt von John Smith, unter Vorspiegelung falscher Tatsachen angeheuert, um einen gewissen Professor Landfield, dargestellt von Donald Woods, in die Badlands zu bringen, um dort nach Gold zu suchen. Bei Landfield handelt es sich angeblich um Morgan Bennett, einem Mitglied der ehemaligen Plummer-Gang, der aus dem Gefängnis entkommen war. Slim hat keine Ahnung, dass Landfield auf der Suche nach der Beute ist, die seine Gang versteckt hatte. Jess Harper (Robert Fuller), Pete Dixon (Warren Oates) und Petes jüngerer Bruder kommen Slim bald zu Hilfe. Der Titel dieser Episode basiert auf den beiden Dixon-Brüdern, die aufgrund ihrer Aktivitäten wahrscheinlich den Henker zu erwarten hatten.[17]

- Der schottische Folk-Act The David Latto Band, schrieb Plummer's Song über Henry Plummer, veröffentlicht auf ihrem gleichnamigen Debütalbum aus dem Jahr 2012.[18] Das Lied wurde aus der Sicht eines Bewohners von Bannack geschrieben, der Zweifel an Plummers Schuld und seinen angeblichen Verbrechen hegte.

- In Ghost Adventures (2008) S9, E4 Bannack Ghost Town wird über Henry Plummer gesprochen.

- In dem Videospiel Call of Juarez: Gunslinger von 2013 wird Plummer als ein Feind dargestellt, dem Silas Greaves begegnet.[19]

- In Expedition Unbekannt (2016) S3, E1 Plummer's Gold:  macht sich Josh Gates auf den Weg ins Goldrauschland, um nach dem verlorenen Vermögen eines berüchtigten Sheriffs aus Montana zu suchen. Während seiner Recherche erforscht Josh verborgene Höhlensysteme und sprengt eine Mine auf, die seit über einem Jahrhundert versiegelt war.

- Der Schriftsteller Zane Grey schrieb 1916 das Buch The Border Legion (deutsch: Die Grenzlegion), das unter dem Namen Cabin Gulch wiederveröffentlicht wurde und lose auf der Geschichte von Henry Plummer und den Goldfunden im Alder Gulch basierte.